# André Hinse
 (septembre 2014).
Si vous disposez d'ouvrages ou d'articles de référence ou si vous connaissez des sites web de qualité traitant du thème abordé ici, merci de compléter l'article en donnant les références utiles à sa vérifiabilité et en les liant à la section « Notes et références ».
Joseph Charles André Hinse (né le 19 avril 1945 à Trois-Rivières dans la province de Québec au Canada) est un joueur professionnel canadien de hockey sur glace qui évoluait au poste d'ailier gauche. Il a joué 256 parties dans l'Association mondiale de hockey,.